# Aleksandra Krygier-Stojałowska
Aleksandra Krygier-Stojałowska (ur. 1922, zm. 17 listopada 2015) – polska patolog, prof. dr hab.

## Życiorys
Była absolwentką Pomorskiej Akademii Medycznej w Szczecinie, w 1960 r. obroniła pracę doktorską, w 1961 r. otrzymała habilitację.  W 1972 r. uzyskała tytuł profesora nadzwyczajnego, natomiast w 1989 r. tytuł profesora zwyczajnego. Pracowała w Katedrze i Zakładzie Patologii Ogólnej na Wydziale Lekarskim Pomorskiej Akademii Medycznej w Szczecinie.
Została członkiem Komitetu Cytobiologii PAN.

## Odznaczenia
- Krzyż Oficerski Orderu Odrodzenia Polski[2]
- Krzyż Kawalerski Orderu Odrodzenia Polski[2]